# Tây Đồn
Tây Đồn (tiếng Trung: 西屯區; bính âm: Xitún Qū) là một khu (quận) của thành phố Đài Trung, Trung Hoa Dân Quốc (Đài Loan). Quận nằm ở phía tây bắc phần đô thị của thành phố và cũng là quận đông dân nhất tại Đài Trung. Tháng 8 năm 2011, diện tích của quận là 39,8467, dân số đạt 208.937 người, mật độ là 5243,5 người/km². Mặc dù mới chỉ đô thị hóa một phần, tòa thị chính mới của Đài Trung hiện đang được xây dựng tại khu vực đô thị của quận này và được coi là nằm trong chiến lược tiến ra biển của thành phố.

## Giáo dục
- Đại học Phùng Giáp